# دانيال إل. شتاين
دانيال إل. شتاين (بالإنجليزية: Daniel L. Stein)‏ هو فيزيائي أمريكي، ولد في 19 أغسطس 1953.